# Algebraisk notation (skak)
|   | a  | b  | c  | d  | e  | f  | g  | h  |   |
| 8 | a8 | b8 | c8 | d8 | e8 | f8 | g8 | h8 | 8 |
| 7 | a7 | b7 | c7 | d7 | e7 | f7 | g7 | h7 | 7 |
| 6 | a6 | b6 | c6 | d6 | e6 | f6 | g6 | h6 | 6 |
| 5 | a5 | b5 | c5 | d5 | e5 | f5 | g5 | h5 | 5 |
| 4 | a4 | b4 | c4 | d4 | e4 | f4 | g4 | h4 | 4 |
| 3 | a3 | b3 | c3 | d3 | e3 | f3 | g3 | h3 | 3 |
| 2 | a2 | b2 | c2 | d2 | e2 | f2 | g2 | h2 | 2 |
| 1 | a1 | b1 | c1 | d1 | e1 | f1 | g1 | h1 | 1 |
|   | a  | b  | c  | d  | e  | f  | g  | h  |   |

 For alternative betydninger, se Algebraisk notation. (Se også artikler, som begynder med Algebraisk notation)
Algebraisk notation er en måde at nedskrive et spil skak på. Det er den gengivelse af trækkene, som i dag benyttes af alle skakorganisationer, og som bruges i de fleste bøger, tidsskrifter og aviser. Denne notation har afløst andre notationer, som har været brugt forskellige steder i verden, især den deskriptive notation, som den engelsk-talende verden tidligere har benyttet, og som derfor stadig findes i lidt ældre litteratur. 

## Identifikation af brættets felter
Notationen identificerer hvert enkelt felt på skakbrættet med en entydig koordinat. 
Først fastlægges brættets linjer som dem, der går over brættet i retning fra den ene spiller til den anden. Hver linje betegnes med et af de små bogstaver a til h fra den hvide spillers venstre side. Derfor er "a"-linjen til venstre for hvid, men til højre for sort. 
Dernæst fastlægges brættets rækker (de linjer, der løber vandret mellem spillerne) og som nummereres med tallene fra 1 til 8, startende fra hvids side. Rækken nærmest sort er derfor række 8.
På denne måde bliver hvert felt på brættet entydigt bestemt ved sit linje-bogstav og sit række-nummer. F.eks. står den hvide konge ved et spils begyndelse på feltet e1, og en sort springer kan fra sit startfelt b8 flytte til a6 eller c6 (og også til d7, hvis det felt er ubesat). De nævnte felter er markeret med et kryds i diagrammet til højre. 

## Brikkernes navne
Hver brik (bortset fra bønderne) identificeres ved et stort bogstav, som sædvanligvis er første bogstav i den pågældende officers navn på det sprog, som den nedskrivende spiller taler.
Dansk-talende spillere benytter K for konge,
D for dronning, T for tårn,
L for Løber og S for springer.
(I visse dele af Problemskak kan der findes en speciel brik, som hedder en natrytter og som betegnes med bogstavet N.
Spillere i andre lande benytter andre bogstaver for brikkerne. F.eks. vil en fransk spiller benytte F for at betegne en løber (fra det franske ord fou for løber).
I skaklitteratur, som skrives til international udgivelse, erstattes de sprog-specifikke bogstaver som regel med universelle ikoner for brikkerne, hvilket sommetider betegnes figurine-notation. 
Brikkernes betegnelse i nogle udvalgte sprog er følgende: 
|           | konge | dronning | tårn | løber | springer |
| --------- | ----- | -------- | ---- | ----- | -------- |
| figurine  | Konge | Dronning | Tårn | Løber | Springer |
| dansk     | K     | D        | T    | L     | S        |
| engelsk   | K     | Q        | R    | B     | N        |
| esperanto | R     | D        | T    | K     | Ĉ        |
| finsk     | K     | D        | T    | L     | R        |
| fransk    | R     | D        | T    | F     | C        |
| hollandsk | K     | D        | T    | L     | P        |
| islandsk  | K     | D        | H    | B     | R        |
| italiensk | R     | D        | T    | A     | C        |
| polsk     | K     | H        | W    | G     | S        |
| rumænsk   | R     | D        | T    | N     | C        |
| spansk    | R     | D        | T    | A     | C        |
| tjekkisk  | K     | D        | V    | S     | J        |
| tysk      | K     | D        | T    | L     | S        |

Bønder anføres som sagt ikke ved et bogstav, men derimod ved at et sådant bogstav er udeladt. Det er unødvendigt at skelne mellem bønder, når det gælder normale træk, fordi kun én bonde har mulighed for at flytte til et givet felt (slag anføres på speciel måde – se nedenfor).

## Notation til beskrivelse af træk
Hver flytning af en brik anføres ved brikkens bogstav samt koordinaten for det felt, brikken flyttes til.
F.eks. betyder trækket 
- Le5 at flytte en løber til feltet e5
- Sf3 at flytte en springer til feltet f3
- c5 at flytte en bonde til c5 – som nævnt er der ikke noget stort bogstav ved bondetræk

I nogen publikationer kan brikkerne være anført ved grafisk repræsentation i stedet for ved forbogstav, som f.eks. 
♞c6.

### Notation af slag
Hvis det udførte træk er et slag, markeres det med "x" umiddelbart før koordinaterne for feltet som der flyttes til. Udføres slaget med en bonde, tilføjes også navnet på den linje hvor den slående bonde stod får slagets udførelse. Ved en pasant-slag tilføjes yderligere "e.p." til notationen. For eksempel betyder trækket
- Kxf3 at kongen slår en brik på feltet f3
- exd5 at en bonde på e-linjen slår en brik på feltet d5
- dxc6 e.p. at en hvid bonde på d5 slår en sort bonde på c5 en passant og flyttes til c6

### Flertydige træk
Hvis der flere forskellige brikker af samme slags som kan flytte til bestemt position, markeres linjen eller rækken som der flyttes i den udstrækning det er nødvendigt for at gøre notationer entydig. For eksempel:
- Hvis der er springere på felterne g1 og e1, kan de begge flytte til feltet f3. Hvis springeren på g1 flyttes, noteres Sgf3 eller – hvis der er tale om slag – Sgxf3.
- Hvis der er springere på felterne g1 og g5, kan de begge flytte til feltet f3. Hvis springeren på g1 flyttes, noteres S1f3 eller – hvis der er tale om slag – S1xf3.
- Hvis der er springere på felterne g1 og e5, kan de begge flytte til feltet f3. Hvis springeren på g1 flyttes, noteres Sgf3 eller – hvis der er tale om slag – Sgxf3. (Notering af linje kommer forud for notering af række).
- Hvis der er springere på felterne g1, g5 og e5 (det er muligt hvis der tidligere i partiet er sket en bondeforvandling), kan de alle tre flytte til feltet f3. Hvis springeren på g1 flyttes, noteres Sg1f3 eller – hvis der er tale om slag – Sg1xf3. (Hverken linje eller række alene ville være entydigt).

### Bondeforvandling
Hvis en bonde når frem til sidste række og opnår forvandling til en officer, vil den valgte brik være anført efter trækket, som f.eks. e1D, b8L.

### Rokade
Rokade anføres med de specielle notationer
O-O eller 0-0 for kort rokade og O-O-O eller 0-0-0 for lang rokade.

### Skak og mat
Et træk, som truer modstanderens konge, som derved kommer til at stå i skak, vil normalt have notationen "+" føjet til trækket. Mat indikeres enten med ordet mat, med notationen "++" eller blot ved at angive partiets udfald, som f.eks. 37.Tb8+ 1 – 0. Man kan også se notationen "#" anvendt, idet den anbefales af USA's skakforbund.

### Remistilbud
Hvis en spiller tilbyder remis efter at have udført sit træk, noteres dette med (=). For eksempel betyder trækket:
- Le4(=) at der er tilbudt remis efter trækket løber til e4. Et remistilbud afgives efter trækket er udført, men før spilleren stopper sit ur og igangsætter modstanderens ur.

## Eksempel
Der er almindeligvis to måder at skrive træk på. 
(1) skrevet i to kolonner, som et samhørende par træk af hvid og sort, anført efter trækkets nummer efterfulgt af et ".":
1. e4  e5
2. Sf3 Sc6
3. Lc5 a6
(2) som tekst: 1. e4 e5 2. Sf3 Sc6 3. Lc5 a6.
Gengivelsen af trækkene kan være afbrudt af tekst. Når notationen så fortsætter med et sort træk, vil det allerede foretagne hvide træk blive anført som "...". Et eksempel:
1. e4 e5
2. Sf3
Sort forsvarer nu sin bonde
2. ... Sc6
3. Lc5 a6
Se Instruktionsspil (skak).

## Lignende notationer

### PGN
Tekst mangler, hjælp os med at skrive teksten

### Lang algebraisk notation
Den lange algebraiske notation ligner den korte, men angiver både feltet, en brik kommer fra, og feltet, den rykker til, adskilt af en bindestreg. Dvs., at trækket 1. e4 angives 1. e2-e4. Når en brik slåes, skriver man "x" i stedet for bindestreg, f.eks. Sf3xd4. Den lange form har sine fordele for mindre trænede spillere – den giver bl.a. ingen mulighed for tvetydig notering af et træk – men tager mere plads.

### Numerisk notation
Numerisk notation er den officielle standard under det internationale korrespondance skak forbund, ICCF. Med numerisk notation er det muligt at sende træk på en entydig måde, uafhængigt af sproglige problemer.
Ligesom ved algebraisk notation anvender man et koordinatsystem, men kun med tal. Dvs. at både kolonner og rækker har en talværdi og hvert træk består af sammentrækningen af fra- og til-feltet. Dvs. at en bonde, der rykkes fra e2 til e4 (algebraisk notation: e4), beskrives: 5254 (femte kolonne fra venstre, anden række til femte kolonne, fjerde række). Også rokader beskrives ud fra fire cifre (kongens fra- og tilfelt), kun bondens forvandling på 8. række kræver et femte ciffer (forvandling til en dronning angives ved at tilføje "1"; til en tårn ved at tilføje "2"; til en løber ved at tilføje "3"; og til en springer ved at tilføje "4" – som det femte ciffer).

## Almindelige symboler i notation
Der benyttes ofte symboler i notationen i stedet for at skrive en tekst, som ofte vil forekomme. Symbolet vil følge umiddelbart efter det træk, som det vedrører (f.eks. Te7? eller Kh1!). Brugen af symboler er – ligesom en egentlig kommentar i teksten – altid subjektiv til en vis grad, og forskellige kommentatorer vil ofte bruge symbolerne forskelligt. De mest anvendte er de følgende: 